# Lesōthō fatše la bo ntat'a rōna
Lesōthō fatše la bo ntat'a rōna (en español: 'Lesoto, tierra de nuestros padres') es el himno nacional de Lesoto. La letra fue escrita por François Coillard, un misionero francés. La música fue compuesta por Ferdinand-Samuel Laur. Es el himno nacional de Lesoto desde 1967.

## Letra ensesoto
Lesōthō fatše la bo ntat'a rōna;
Ha ra mafatše le letle ke lona;
Ke moo re hlahileng,
ke moo re hōlileng,
Rea lerata,
Mōlimō ak'u bōlōke Lesōthō;
U felise lintoa le matšoenyeho;
Oho fatše lena;
La bo ntata rōna;
Le be le khotso.
En español:
Lesoto, tierra de nuestros padres,
Entre todos los países eres el más bello.
Nos diste a luz,
Nos criaste,
Eres amado por nosotros
Dios, protege a Lesoto,
Protégelo de los conflictos, protégelo de las tribulaciones.
Oh Lesoto, tierra mía,
Tierra de nuestros padres,
Conoce la paz.
- Datos: Q463986